# Calymperes mussoriense
Calymperes mussoriense är en bladmossart som beskrevs av Hugh Neville Dixon 1942. Calymperes mussoriense ingår i släktet Calymperes och familjen Calymperaceae. Inga underarter finns listade i Catalogue of Life.